# ليندا تشو
ليندا تشو (بالإنجليزية: Linda Chou)‏ هي مغنية مؤلفة أمريكية، ولدت في 24 فبراير 1983.

## وصلات خارجية
- ليندا تشو على موقع ميوزك برينز (الإنجليزية)